# Мустафа Горбаль
Мустафа Горбаль (фр. Mustapha Ghorbal, нар. 19 серпня 1985, Оран) — алжирський футбольний арбітр, обслуговує матчі алжирської Ліги 1 з 2011 року. З 2014 року — арбітр ФІФА.

## Біографія
З 2011 року обслуговував матчі алжирської Ліги 1, а 2014 року отримав статус арбітра ФІФА, після чого став судити також ігри Ліги чемпіонів КАФ та Кубка конфедерації КАФ.
Влітку 2019 року Горбаль працював головним арбітром на молодіжному чемпіонаті світу з футболу у Польщі, де відсудив три гри, в тому числі й чвертьфінал між Колумбією та Україною (0:1), а також на Кубку африканських націй 2019 року в Єгипті, відпрацювавши на чотирьох іграх. А вже у кінці року як головний арбітр поїхав на клубний чемпіонат світу 2019 року в Катарі. У 2022 році обраний арбітром на ЧС 2022 у Катарі.